# Metate

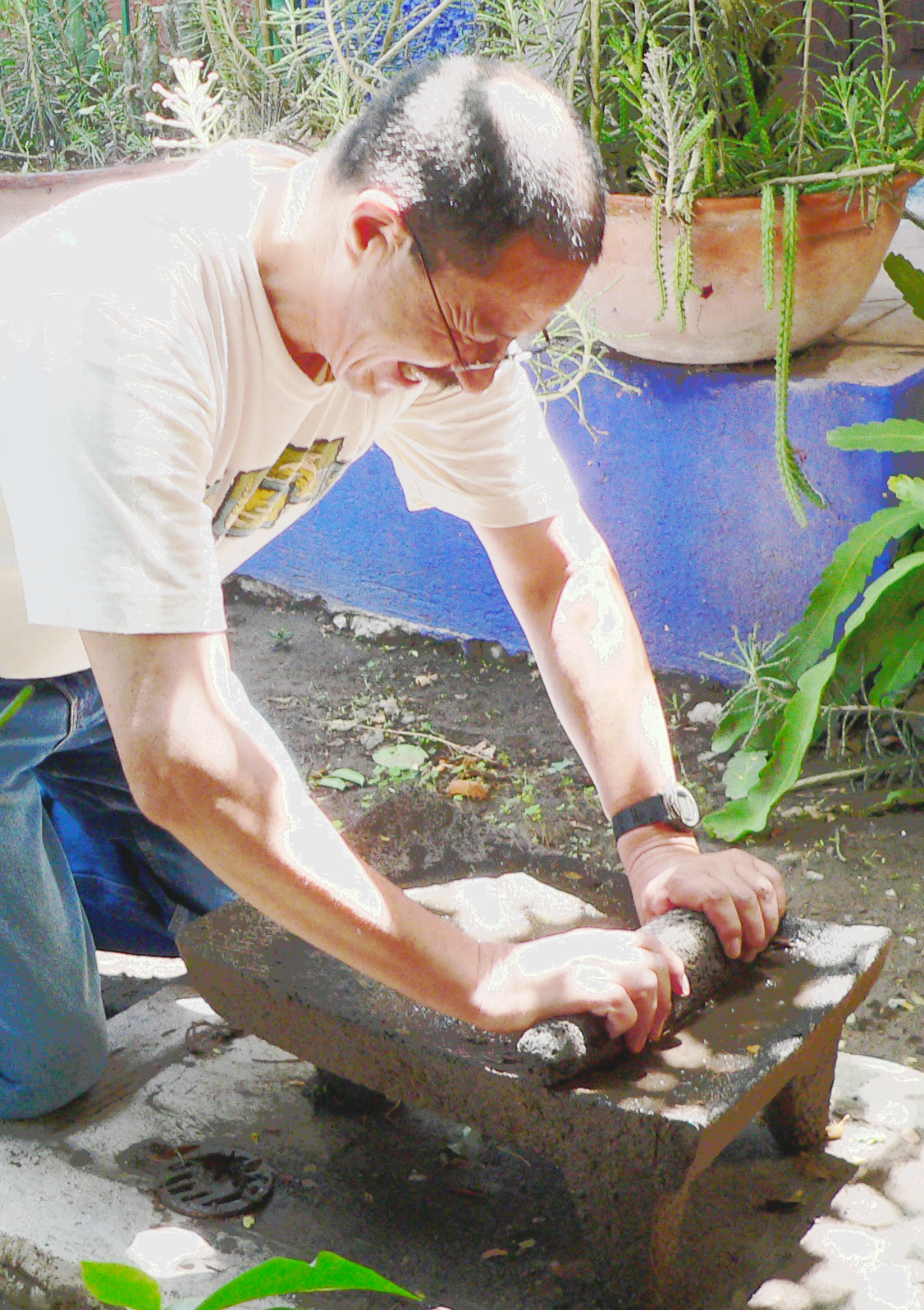
A metate használata

A metate egy ősi, mezoamerikai eredetű, őrlésre használt konyhai kőeszköz, amelyet Mexikóban még ma is használnak. Neve a navatl nyelvű metlatl szóból származik.
Többféle kőből is készülhet, de leggyakoribb alapanyagául vulkáni kőzetek szolgálnak. Felülnézetből téglalap alakú, de alakja görbült, és legtöbbször három lábon áll, de előfordul lábatlan változat is. A metatét férfiak készítették és vitték egyik helyről a másikra, de többnyire nők használták. Lehetett rajta őrölni állva vagy térdelve, az eszközt elhelyezhették a földre, asztalra vagy valamilyen alátétre is, és szinte bármilyen élelmiszer, például kukorica, kakaó, annatto és szezámmag megőrlésére használhatták, de segítségével készítettek nixtamalt és nyerték ki a bíbortetű színezőanyagát is. Egyes vidékeken a metate számított az egyik leggyakoribb ajándéknak, de mára ott is kiszorították a konyhai robotgépek.